# Мілфорд (Техас)
Мілфорд (англ. Milford) — місто (англ. town) в США, в окрузі Елліс штату Техас. Населення — 722 особи (2020).

## Географія
Мілфорд розташований за координатами 32°7′17″ пн. ш. 96°57′0″ зх. д. / 32.12139° пн. ш. 96.95000° зх. д. (32.121506, -96.950010).  За даними Бюро перепису населення США в 2010 році місто мало площу 6,39 км², з яких 6,38 км² — суходіл та 0,02 км² — водойми.

## Демографія
Згідно з переписом 2010 року, у місті мешкало 728 осіб у 272 домогосподарствах у складі 177 родин. Густота населення становила 114 осіб/км².  Було 312 помешкання (49/км²).
Расовий склад населення:
| - 66,1 % — білих - 26,5 % — чорних або афроамериканців - 0,1 % — корінних американців - 0,1 % — азіатів - 5,1 % — осіб інших рас |

До двох чи більше рас належало 2,1 %. Частка іспаномовних становила 11,8 % від усіх жителів.
За віковим діапазоном населення розподілялося таким чином: 26,5 % — особи молодші 18 років, 60,0 % — особи у віці 18—64 років, 13,5 % — особи у віці 65 років та старші. Медіана віку мешканця становила 37,3 року. На 100 осіб жіночої статі у місті припадало 101,1 чоловіків;  на 100 жінок у віці від 18 років та старших — 97,4 чоловіків також старших 18 років.
Середній дохід на одне домашнє господарство  становив 59 702 долари США (медіана — 48 393), а середній дохід на одну сім'ю — 64 010 доларів (медіана — 54 792). Медіана доходів становила 38 750 доларів для чоловіків та 23 750 доларів для жінок. За межею бідності перебувало 8,5 % осіб, у тому числі 15,5 % дітей у віці до 18 років та 2,4 % осіб у віці 65 років та старших.
Цивільне працевлаштоване населення становило 325 осіб. Основні галузі зайнятості: роздрібна торгівля — 24,6 %, освіта, охорона здоров'я та соціальна допомога — 16,6 %, будівництво — 13,5 %, виробництво — 11,1 %.